# 레오넬 페르난데스
레오넬 안토니오 페르난데스 레이나(스페인어: Leonel Antonio Fernández Reyna, 1953년 12월 26일 ~ )는 도미니카 공화국의 前대통령이다.

## 첫 번째 대통령 시절
레오넬 페르난데스는 대통령이 되어 경제와 사법 개혁을 추진했다. 레오넬 페르난데스는 도미니카 공화국의 경제를 7%의 평균 성장율을 이루어 내고 라틴 아메리카 성장율 중 가장 높은 성장율을 이루어 냈다.

## 두 번째 대통령 시절
첫 번째 대통령 재임과 두 번째 대통령 재임을 포함해서 레오넬 페르난데스의 가장 큰 실패는 국가의 에너지 문제를 해결하지 못했다는 것이다.
| 전임 호아킨 발라게르 | 도미니카 공화국의 대통령 1996년 ~ 2000년 | 후임 이폴리토 메이하 |

| 전임 이폴리토 메이하 | 도미니카 공화국의 대통령 2004년 ~ 2012년 | 후임 다닐로 메디나 |